# Trichosteleum monostictum
Trichosteleum monostictum là một loài Rêu trong họ Sematophyllaceae. Loài này được (Thwaites & Mitt.) Broth. miêu tả khoa học đầu tiên năm 1899.